# Świat przeżywany
Pojęcie świata przeżywanego oznacza surowy tj. wolny od uprzedzeń teoretycznych sposób widzenia rzeczywistości. 

## Świat przeżywany u Husserla
Pojęcie świata przeżywanego (Lebenswelt) pojawiło się w dwudziestowiecznej filozofii za sprawą Edmunda Husserla, który zaczął się nim posługiwać w jednej ze swoich ostatnich prac pt. Kryzys nauk europejskich i fenomenologia transcendentalna. W dziele tym opisuje on dziejowe zjawisko oddalania się europejskich nauk – chodzi tu przede wszystkim o nauki ścisłe – od pierwotnego, przedteoretycznego doświadczenia rzeczywistości. Zapoczątkowany przez Kartezjusza przełom w geometrii – przejście od tradycyjnej geometrii euklidesowej do zarytmetyzowanej geometrii analitycznej – i późniejsza, przeprowadzona przez Galileusza geometryzacja fizyki, prowadzi zdaniem Husserla do opróżnienia naukowego doświadczenia świata z wszelkiego sensu. Owo doświadczenie niezdolne jest do ujęcia tego, co w przednaukowym i potocznym zetknięciu się z rzeczywistością zdaje się być najważniejsze: 
„Galileusz, patrząc na świat z perspektywy geometrii oraz tego, co ukazuje się zmysłowo i jest matematyzowalne, abstrahuje od podmiotów prowadzących życie osobowe, od wszystkiego, co w szerokim sensie duchowe, od wszelkich własności kulturowych, w które obrastają rzeczy w ludzkiej praktyce. Wynikiem tego, abstrahowania są same rzeczy materialne, które jednakże bierze się za konkretne przedmioty realne, a ich całość tematyzuje się jako świat.”
Mówiąc językiem Habermasa, zmatematyzowane nauki europejskie wyłamują się z procesu decentracji obrazu świata, który polega na oddzieleniu się od siebie trzech sfer przedmiotowych w odniesieniu do których możliwa jest argumentacja przyjmująca formę dyskursu: świata obiektywnego (sfera przedmiotów ze świata zewnętrznego), świata społecznego (sfera obowiązujących w społeczeństwie norm i wartości) i świata subiektywnego (sfera przeżyć i doznań podmiotu, do których ma on uprzywilejowany dostęp). Innymi słowy: „racjonalność” proponowana przez te nauki nie jest racjonalnością komunikacyjną, czyli, zgodnie z naszymi ustaleniami, w ogóle nie jest racjonalnością. Z naukowego obrazu świata wyłączone zostają sfery subiektywna i społeczna, a świat obiektywny zostaje zreifikowany, tzn. potraktowany jako zespół przedmiotów materialnych. 
Właśnie to, co umyka naukom nowożytnym, a co jego zdaniem stanowić powinno fundament całego doświadczenia, nazywa Husserl światem przeżywanym. Samo pojęcie, jak dowodzi Ferdinand Fellman, ma swoje źródła w protestanckiej filozofii kultury i jej wizji Królestwa Bożego, której fundamentem jest racjonalistyczne pojęcie Boga. Oba te pojęcia łączy ze sobą fundament etyczności na którym zostały zbudowane, który stanowi perspektywę, z jakiej Husserl dokonuje krytyki naukowości nowożytnej. Jak pisze Jan Patocka:
„Nauka, która jest fundamentem naszego życia we wspólnocie, bez której ludzkość epoki industrialnej absolutnie by nie istniała, leży jednocześnie u podłoża wyjałowienia współczesnego życia, jego anonimizacji, zniknięcia całego uchwytnego sensu w abstrakcji bez dna; to, co umożliwia nam życie, zaopatrując nas w potrzebne do tego środki, jednocześnie odbiera nam wszystkie vivendi causas wyższego rzędu, pozostawiając nas samotnymi w obliczu chaosu instynktów i tradycji, bez innych więzi jak tylko czysto powierzchowne.”
Świat przeżywany stanowiłby w tym kontekście przeciwwagę dla negatywnych skutków światopoglądu scjentystycznego, jakie wywiera on na życie społeczne i, przede wszystkim, na życie duchowe. Jest on „zapomnianą podstawą”, na której miał się wspierać gmach nauki. 
Husserl, jako transcendentalista, nadaje pojęciu Lebenswelt charakter aprioryczny, przy czym aprioryzm ten jest rozumiany bardzo radykalnie. Aprioryczność tego pojęcia przewyższa aprioryczność rozumianą po Kantowsku, czyli kategorialnie. Świat przeżywany nie jest kategorią rozumową, ponieważ można ją stosować bez żadnych schematów i odnosi się raczej do całości doświadczenia, która sama nie jest przecież doświadczeniem i nie może być przez doświadczenie podważona. Zdaniem autora Kryzysu Kant nie przeprowadził badania transcendentalnego w sposób dostatecznie radykalny aby dostrzec „ukrytą sprawczość duchową” leżącą u podłoża każdego doświadczenia. To właśnie w świecie subiektywnej duchowości dochodzi do konstytucji świata przeżywanego. Pojęcie tego świata stanowi Husserlowską odpowiedź na paradoks autourzeczowienia poznającego podmiotu, który jak wiemy nierozdzielnie związany jest z paradygmatem rozumu ześrodkowanego w podmiocie, a ściślej: z filozofią świadomości. Świat przeżywany stanowić ma zaporę chroniącą świadome ego przed rozpuszczeniem się w scjentystycznie zatomizowanej wizji rzeczywistości.

## Pojęcie świata przeżywanego w socjologii Alfreda Schutza
Podczas gdy tematyka najogólniej rozumianego doświadczenia świata była po śmierci Husserla kontynuowana przez filozofów egzystencjalistycznych takich jak Heidegger czy Jaspers, pojęcie Lebensweltu znalazło swoje zastosowanie w teoriach socjologicznych zaliczanych do nurtu tzw. socjologii fenomenologicznej, której prekursorem był Alfred Schütz. Owo przejście miało dwie bardzo ważne konsekwencję. Problematyka ta została oddzielona od refleksji transcendentalnej i przeniesiona na grunt socjologicznej teorii działania, wskutek czego: po pierwsze, została połączona z empiryczną analizą zachowań aktorów, po drugie, pojęcie świata przeżywanego stało się kategorią analizy struktur interpersonalnych wytwarzanych w toku życia społecznego. 
A oto jak w wielkim skrócie przedstawia się Schützowska wizja tego, czym jest świat przeżywany. Już Husserl, jak na to wskazuje przytoczony nieco wyżej cytat,dostrzegał praktyczny wymiar, w jakim dochodzi do transcendentalnej konstrukcji świata przeżywanego. Autor Potocznej i naukowej interpretacji świata posuwa się dalej w tym kierunku interpretując świat przeżywany jako obszar, na którym działający aktorzy odnajdują wytworzone przez praktykę społeczną schematy interpretacyjne, przy pomocy których orientują się oni w otaczającej ich rzeczywistości. Dzięki procesowi typizacji porządkują oni własne doświadczenie zgodnie z przyjętymi schematami, które pozwalają mu zaklasyfikować napotykane obiekty do pewnych danych z góry typów: „(…) w nastawieniu naturalnym codziennego życia zajmujemy się tylko pewnymi obiektami odcinającymi się od niekwestionowanego tła innych predoświadczonych obiektów.”
Tak więc tylko to, co odcina się od typowego tła zdolne jest przykuć naszą świadomość. Na przykładzie powyższego cytatu widać wyraźnie, że autor wzbrania się przed traktowaniem świata przeżywanego w kategoriach aprioryzmu. Użyte przez niego pojęcie predoświadczenia ujawnia empirystyczne nastawienie socjologa, który stara się naukowo (racjonalnie) wyjaśnić działania aktorów, nie stawiając sobie jednocześnie pytania o rozumowe ugruntowanie samych tych działań. Nie przyjmuje on tak jak Kant czy Husserl perspektywy uczestniczącej, ale stara się dać bezstronny opis wytwarzania się owej wspólnej płaszczyzny, na jakiej opierać się musi indywidualny proces rozumienia rzeczywistości. Jak pisze Bernhard Waldenfels: „Dokonana przez Schütza próba oparcia socjologii rozumiejącej na fenomenologii świata społecznego należy do badań fenomenologicznych średniego piętra, określanego przez Husserla jako «konstytutywna fenomenologia nastawienia naturalnego». Nie ma tu zatem mowy o transcendentalnym ugruntowaniu intersubiektywności i życia społecznego (Sozialität). Schütz ogranicza się do wyjaśnienia podstawowych założeń naszego życia codziennego i wydobycia na jaw jego stałych struktur, które socjolog musi brać pod uwagę.” Jednak, pomimo że powołuje się w swoich rozważaniach na teorię autora Kryzysu nauk europejskich, w swojej koncepcji Lebensweltu bardzo oddala się od jej pierwotnego, Husserlowskiego ujęcia.
Dla Husserla, jak to już zostało powiedziane, świat przeżywany jest przede wszystkim nosicielem sensu, przy czym ów sens ma u niego charakter intencjonalny. Ta intencjonalność odnosi się do sfery wspólnej wszystkim świadomości transcendentalnej, którą można z tego punktu widzenia określić mianem sfery sensu idealnego. Zarówno pojęcie intencjonalności sensu jak i pojęcie jego idealności używane są przez Husserla w bardzo mocnym, transcendentalno-idealnym sensie. Schütz dokonuje reinterpretacji Husserlowskiej siatki pojęciowej, zmieniając konotacje centralnych terminów. Lebenswelt w dalszym ciągu jawi się jako sfera intencjonalnie ukonstytuowanej sensowności, jednak intencjonalność aktu konstytucji jest tutaj rozumiana w sposób subiektywistyczny. Sens zostaje ustanowiony przez podmiot, który refleksyjnie zwraca się ku własnym przeszłym działaniom. W ten sposób konstytucja sensu działania okazuje się czymś wobec tego działania wtórnym. Sens powiązany zostaje z działaniem tylko w świadomości aktora, a co za tym idzie, świat przeżywany również staje się funkcją jednostkowej świadomości. Jego wspólnotowy charakter zostaje zredukowany do zachodzących w partykularnej świadomości założeń (idealizacji), z których za najważniejsze należy uznać założenie wzajemności perspektyw (reciprocity of perspectives):
„W naturalnym nastawieniu, w potocznym myśleniu w życiu codziennym, uznaję za samo przez się zrozumiałe, że istnieją rozumni bliźni. Wynika z tego, że obiekty w świecie są z zasady dostępne ich wiedzy, tzn. albo są im znane, albo mogą być przez nie poznane. To wiem i traktuję jako samo przez się zrozumiałe i niekwestionowalne.”
Wspólnota i świat przeżywany są więc jedynie presupozycjami, którymi posługuje się podmiot w swoim działaniu. Schütz cofa się więc do bezkrytycznego postępowania badawczego pozostającego w obrębie paradygmatu rozumu ześrodkowanego w podmiocie i porzuca Husserlowską próbę rewizji jego założeń. 
Autor Potocznej i naukowej interpretacji działania dokonuje ponadto bardzo znamiennego rozróżnienia pomiędzy działaniem racjonalnym (rational) i rozumnym (reasonable):
„Racjonalne działanie zakłada, że aktor ma jasny i wyraźny wgląd w cele, środki i uboczne skutki swego działania.”
Ta definicja w sposób czytelny nawiązuje do koncepcji typów idealnych Webera. Działanie rozumne określane jest natomiast w sposób następujący:
„Jeżeli działanie wydaje się obserwatorowi rozsądne [tj. gdy dla nas, jego partnerów czy obserwatorów, zrozumiały jest motyw i przebieg działania] i w dodatku sądzi się, że było ono wynikiem rozważnego wyboru między różnymi przebiegami działań, to możemy nazwać je rozumnym nawet wtedy, gdy takie działanie powiela tradycyjne lub zwyczajowe wzory uznane za samo przez się zrozumiałe.”
W koncepcji Schütza zestawione zostają dwa modele racjonalności: pierwszy, zgodnie z którym jest ona funkcją rozumienia działania przez uczestników interakcji (Schützowska rozumność) i drugi, wedle którego kryterium racjonalności jest możliwa do bezstronnego zaobserwowania adekwatność wyboru środków i celu działania (Schützowska racjonalność). W pierwszym z tych modeli możemy bez trudu odnaleźć zalążek koncepcji racjonalności komunikacyjnej, drugi natomiast lokuje koncepcję Schütza w obrębie oddziaływania koncepcji rozumu instrumentalnego i związanych z nią aporii o których pisałem wcześniej, a więc również w obrębie paradygmatu rozumu ześrodkowanego w podmiocie. 
To samo podwojenie możemy zaobserwować Schützowskiej koncepcji metody badawczej jaka powinna być stosowana w socjologii. Naczelną jej zasadą jest postulat subiektywnej interpretacji, tzn. takiego podejścia do życia społecznego, które zakłada rozumienie działania aktorów w ich własnych kategoriach: 
„Właściwie rozumiany postulat subiektywnej interpretacji (…) głosi (…), że zawsze możemy – a dla pewnych celów musimy – odwołać się do działalności podmiotów w świecie społecznym i do jej interpretacji przez aktorów w kategoriach systemu projektów, dostępnych środków, motywów, istotności itd.”
Mówiąc inaczej, postulat subiektywnej interpretacji zakłada rozumienie sensu, jaki aktor wiąże z własnym działaniem. Czy jednak na gruncie tej koncepcji, która zakłada przecież, że „Sens, który ustanawia sam działający, różni się wyraźnie od sensu, który to działanie ma dla wszystkich innych” można w ogóle pomyśleć jakiekolwiek rozumienie i co właściwie to pojęcie miałoby oznaczać? Jeśli rozumienie byłoby równoznaczne z subiektywną interpretacją sensu, to badacz społeczny nie różniłby się niczym od zwykłego uczestnika życia społecznego, który na co dzień dokonuje takich interpretacji. Tymczasem, jak stwierdza Schütz:
„Postawa badacza społecznego jest po prostu postawą bezstronnego obserwatora świata społecznego. Nie jest on uwikłany w obserwowaną sytuację, jest nią zainteresowany intelektualnie, a nie praktycznie. Sytuacja ta nie jest teatrem jego działalności, a tylko obiektem kontemplacji. Badacz nie działa w niej zaabsorbowany wynikami swoich działań, żywiąc nadzieję czy obawiając się, jakie one mogą mieć konsekwencje, lecz spogląda na nią z tym samym obojętnym spokojem, z którym badacz-przyrodnik spogląda na zjawiska w swoim laboratorium.”

## Jürgena Habermasa koncepcja Lebensweltu
Jürgen Habermas, idąc za Schützem, formułuje swoją teorię świata przeżywanego w języku teorii działania, osadzając ją jednocześnie bardzo głęboko w strukturze własnej koncepcji racjonalności. Racjonalność komunikacyjna jest cechą działania podmiotów posługujących się mową jako medium dochodzenia do porozumienia i wyposażonych w zdecentrowany obraz świata. Znajduje ona swój wyraz w procesach argumentacji w toku których uczestnicy interakcji wysuwają wobec siebie roszczenia ważnościowe odnoszone do trzech formalnie wyodrębnionych światów: społecznego, obiektywnego i subiektywnego. Funkcją owych roszczeń jest krytyka, rozumiana jako metoda poszukiwania w rzeczywistości społecznej tego, co komunikacyjnie rozumne. Centralnym postulatem tej teorii racjonalności jest postulat możliwości osiągnięcia porozumienia w toku argumentacji, czyli, innymi słowy, postulat możliwości zaistnienia dyskursu. Aby jednak porozumienie okazało się możliwe, należy przyjąć istnienie pewnego fundamentu scalającego ze sobą formalne koncepcje światów, na gruncie którego stworzyłyby one spójną całość do której odnosić by się mogły roszczenia ważnościowe. Takim waśnie fundamentem jest Lebenswelt:
„Dochodzenie do porozumienia przez podmioty działające komunikacyjnie odbywa się zawsze w horyzoncie świata życia. Ich świat życia powstaje z mniej lub bardziej rozproszonych, zawsze nieproblematycznych przeświadczeń składających się na ukryte w tle podłoże (Hintergrundüberzeugungen). To podłoże, jakim jest świat życia, jest źródłem definicji sytuacji zakładanych przez uczestników jako nieproblematyczne.”
Tak więc świat przeżywany wyznacza w pewnym sensie pole zainteresowania dla uczestników procesów argumentacji oddzielając prowizorycznie to, co problematyczne od tego co niekwestionowalne. Lebenswelt wyznacza kierunki działań komunikacyjnych jedynie prowizorycznie, ponieważ treść przekazu kulturowego który wyznacza ramy świata przeżywanego jest płynna i może się zmieniać nie tylko wskutek przemian historycznych, ale również pod wpływem przebiegu społecznej komunikacji. Jednocześnie jednak dokonujący się w społeczeństwie proces gromadzenia doświadczeń interpretacyjnych gromadzony w światach przeżywanych (kiedy zaczynamy mówić o materialnej treści Lebensweltu musimy posłużyć się liczbą mnogą): „(…) stanowi (…) konserwatywną przeciwwagę dla ryzyka zaistnienia niezgody, jakie powstaje wraz z każdym podejmowanym w danym momencie procesem dochodzenia do porozumienia.
Otóż Habermas stwierdza, iż wraz ze wzrostem roli komunikacji jako medium dochodzenia do porozumienia, zmienia się funkcja, jaką spełnia świat przeżywany. Nie jest on już źródłem „normatywnie przypisanej zgody”, a staje się podstawą „porozumienia uzyskanego na drodze komunikacji”. Proces ten, polegający na przejściu od materialnej do formalnej koncepcji Lebensweltu, autor Teorii działania komunikacyjnego określa mianem racjonalizacji świata przeżywanego. 
Stajemy w tym momencie przed następującym problemem: W jaki sposób formalnie pojmowany świat przeżywany może spełniać swoją stabilizującą funkcję, skoro do istoty racjonalności komunikacyjnej należy stałe (krytyczne) problematyzowanie wszystkich aspektów rzeczywistości? Albo inaczej: Jakie formalne warunki musi spełniać konkretny Lebenswelt aby uniknąć rozmycia w społecznym dyskursie? W odpowiedzi na te pytania Habermas wymienia trzy funkcje jakie musi on spełniać w odniesieniu do społecznej rzeczywistości:
1. zapewnienie ciągłości tradycji kulturowej
2. integrowanie grup przez normy i wartości,
3. umożliwianie socjalizacji dorastających pokoleń[26].

Pierwsza funkcja polega na dostarczaniu holistycznego tła dla interakcji społecznych i zapewnianiu ciągłości procesom racjonalizacji. W ten sposób świat przeżywany przeciwstawia się charakterystycznej dla nowożytności tendencji odrywania się od kulturowej przeszłości, która to tendencja przyczynia się do alienacji, by posłużyć się terminologią Hegla, racjonalnych, (czy też zracjonalizowanych) struktur od historycznej rzeczywistości społeczeństw. 
Druga z wymienionych funkcji polega na wypełnianiu spójną treścią świata społecznego, dzięki której uczestnicy interakcji mogą ustalić zasady, na jakich mogą się one odbywać, albo inaczej: na dostarczaniu materialnych norm i wartości stanowiących podstawę do prowadzenia dyskursu praktyczno-moralnego (o pojęciu takiego dyskursu będę mówił w następnej części mojej pracy) w toku którego aktorzy dochodzą do porozumienia w kwestii tego, do czego odnoszą się terminy „działanie moralnie racjonalne” i „racjonalny sposób życia”.
Lebenswelt spełnia trzecią z wymienionych funkcji, jeśli zapewnia członkom społeczeństwa udział procesach racjonalizacji poprzez wdrażanie ich w toku socjalizacji do uczestnictwa w dyskursach prowadzonych w społeczeństwie. Mówiąc inaczej: polega ona na zapewnieniu egalitarności procesom racjonalizacji społecznej i zapobieganiu upośledzeniom jakim mogą podlegać różne warstwy społeczne w wyniku rosnącej specjalizacji wiedzy. 
Na gruncie Habermasowskiej teorii socjologicznej funkcjom tym odpowiadają tzw. procesy reprodukcji społecznej w których:
„(…) odtwarzają się (…) schematy interpretacji (albo „ważna wiedza”), które mogą liczyć na konsens, prawnie uporządkowane relacje międzyosobowe (albo „solidarności”) oraz zdolności uczestniczenia w interakcjach (albo „tożsamości osobowe”).”
Są to procesy: reprodukcji kulturowej, integracji społecznej i socjalizacji. 
Habermas podaje ponadto jeszcze inny zestaw formalnych warunków racjonalności komunikacyjnej Lebensweltu odnoszących się tym razem do samej treści gromadzonych w świecie przeżywanym doświadczeń interpretacyjnych. Pamiętać przy tym należy, że są to już rozważania niższego poziomu stanowiące pewne uzupełnienie apriorycznej teorii racjonalności. Warunki te brzmią następująco:
1. „przekaz kulturowy musi dostarczać formalnej koncepcji świata obiektywnego, świata społecznego i świata subiektywnego, musi on dopuszczać zróżnicowane roszczenia ważnościowe (prawdziwość propozycjonalna, normatywna słuszność, subiektywna szczerość) oraz pobudzać do odpowiedniego różnicowania podstawowych nastawień (nastawienie obiektywizujące, nastawienie respektujące normy i nastawienie ekspresywne). (…)
2. Przekaz kulturowy musi przyzwalać na refleksyjny stosunek do samego siebie; (…)
3. Przekaz kulturowy, gdy chodzi o składniki kognitywne i ewaluatywne, musi na tyle dać się sprząc z wyspecjalizowanymi argumentacjami, ażeby odnośne procesy uczenia się mogły zostać zaspokojone instytucjonalnie. (…)
4. Przekaz kulturowy musi wreszcie w ten sposób interpretować świat życia, ażeby działania ukierunkowane na założony rezultat mogły uniezależniać się od porozumienia, które musi być ustawicznie odnawiane na drodze komunikowania się (…). Przez to staje się możliwa społeczna instytucjonalizacja działania racjonalnego ze względu na cel w imię realizacji celów zgeneralizowanych.”[33]